# Clinteria keiseri
Clinteria keiseri är en skalbaggsart som beskrevs av Schein 1956. Clinteria keiseri ingår i släktet Clinteria och familjen Cetoniidae. Inga underarter finns listade i Catalogue of Life.